# نابهری
نابهری، روستایی از توابع بخش ایرندگان شهرستان خاش در استان سیستان و بلوچستان ایران است.
آرمگاه امام جمعه فقید ایرندگان
آرامگاه نخستین امام جمعه ایرندگان ،مرحوم مولوی عباس ( رئیس) ایرندگانی(رح) نیز در روستای نابهری واقع شده است.
مولوی عباس (رح) از جمله نخستین علمای ایرندگان و حاکم شرع این منطقه بود که دروس حوزه علمیه مقاطع مختلف را در گشت سراوان و پاکستان گذارنده بود ‌.
مولوی عباس از جمله علمای صاحب تراز و رتبه علمی در بین دیگر علمای بلوچستان بود که در سال ۷۹ به دیدار حق شتافت.

## جمعیت
این روستا در دهستان کهنوک قرار دارد و براساس سرشماری مرکز آمار ایران در سال ۱۳۸۵، جمعیت آن ۱۱۳ نفر (۲۷خانوار) بوده‌است.